# Entella
Cet article concerne la ville antique. Pour le club de football, voir Virtus Entella.
Entella est une des cités élymes en Sicile. Elle est située au sommet de la Rocca di Entella, à la confluence des deux branches du Belice, à l'intérieur de la Sicile.

## Mythologie
Selon la mythologie grecque, si ce ne sont que des récits étiologiques, la fondation de la ville est étroitement liée à celle de Ségeste. Sous la pression d'un oracle déclarant qu'il faut sacrifier les jeunes filles pour apaiser le courroux des Dieux, Laomédon, roi de Troie, fait exiler l'une d'elles, qui échoue en Sicile où elle enfante Aceste du dieu-fleuve local Crimissos. Aceste érige et nomme en l'hommage de sa mère la ville de Ségeste. Dans la continuité, certaines versions suggèrent également qu'Aceste ait aussi fondé les villes d'Éryx et d'Entella selon le nom des sœurs de cette jeune fille troyenne. Le nom d'Entella connait de nombreuses variantes comme Atalla (Ἄτταλλα) ou encore Enstylla (Ἒνστυλλα / Ènstulla) qui dévoile le prénom d'une femme Stylla (Στύλλα / Stúlla). La tradition romaine fait d'Entellos, compagnon d’Énée, le fondateur de la cité.
L'historien grec Thucydide nous apprend par la suite que la partie occidentale de la Sicile, alors considérée comme le territoire des Sicanes, est peuplée par des Troyens fuyant la prise de leur ville après la guerre de Troie, qui se fondent avec les autochtones et forment le peuple des Élymes. 

## Histoire
Le site connait une occupation humaine ininterrompue depuis la fin de l'âge de Fer (3000-2400 av. J.-C.) jusqu'à sa destruction en 1246 par Frédéric II. Sa position stratégique en hauteur permet de contrôler un vaste territoire qui s'étend vers l'est jusqu'à la ligne de partage des eaux entre le bassin du Belice et celui du Sosio. 
Les recherches archéologiques démontrent des échanges avec le monde colonial dès la fin du VIIe siècle av. J.-C.. 
Entella semble avoir eu une certaine autonomie politique, grâce à ses rapports avec les Phéniciens puis les communautés carthaginoises, au moins jusqu'en 404 av. J.-C.. Tombé aux mains des carthaginois en -409, elle est conquise par Timoléon en -342. La ville a battu sa propre monnaie en bronze et en argent, avant de passer sous le contrôle des Romains à l'époque de la première guerre punique ; ce fut alors le début de son déclin.